# Стефания четырёхтычинковая
Стефания четырёхтычинковая (лат. Stephania tetrandra) — вид двудольных растений рода Стефания (Stephania) семейства Луносемянниковые (Menispermaceae). Впервые описан британским ботаником Спенсером Ле Марчантом Муром в 1875 году.
Корень стефании четырёхтычинковой используется в традиционной китайской медицине. Кроме того, в 2015 году растение получило сенсационную известность благодаря содержащемуся в нём веществу, способному, теоретически, победить африканскую геморрагическую лихорадку Эбола.

## Распространение и среда обитания
Эндемик Китая. Растение известно из провинций Чжэцзян, Аньхой, Фуцзянь, Хунань, Цзянси, Гуандун, Хайнань, Тайвань и Гуанси-Чжуанский автономного района.
Растёт на полях, по обочинам дорог.

## Ботаническое описание
Травянистая лиана высотой 1—3 м.
Корень мясистый, цилиндрической формы.
Листва плотная. Листья узко-щитовидные, широко-треугольные или треугольные, опушённые (с обеих сторон либо только с верхней), остроконечные.
Цветки раздельнополые, пятилепестковые, собраны в головчатое соцветие. Чашелистиков четыре (иногда пять), лепестков пять, тычинок в мужских цветках четыре.
Плод — костянка; спелые плоды красного цвета, почти шаровидной формы.
Цветение происходит летом, плодоношение — осенью.

## Химический состав
В корнях и надземной части растения обнаружен d,dl-тетрандрин — изохинолиновый алкалоид, обладающий цитотоксической, болеутоляющей, противовоспалительной, бактерицидной, местно-раздражающей, гипотензивной, противоаритмической, антимитотической и противоопухолевой (в том числе при карциноме носоглотки) биологической активностью. Цитотоксическими свойствами (при карциноме носоглотке) обладает также обнаруженное в корнях и надземной части растения вещество фангхинолин.
В марте 2015 года китайскими учёными из Пекина удалось обнаружить новые свойства у алкалоида тетрандрина, который содержится в стефании четырёхтычинковой. Как считают исследователи, это вещество способно бороться с вирусами рода Ebolavirus, вызывающими у человека геморрагическую лихорадку Эбола. Тетрандрин эффективно удерживает вирус в клетках организма, не позволяя ему продвинуться дальше и оказывать губительное воздействие на здоровье больного. Исследование было проведено только на лабораторных животных (грызунах), в дальнейшем планируется тестировать тетрандрин на обезьянах. В случае успешных испытаний препарат на основе выделенного из Stephania tetrandra вещества планируют выпустить на рынок в течение пяти лет.